# فيريا ديل سول (ميريدا)

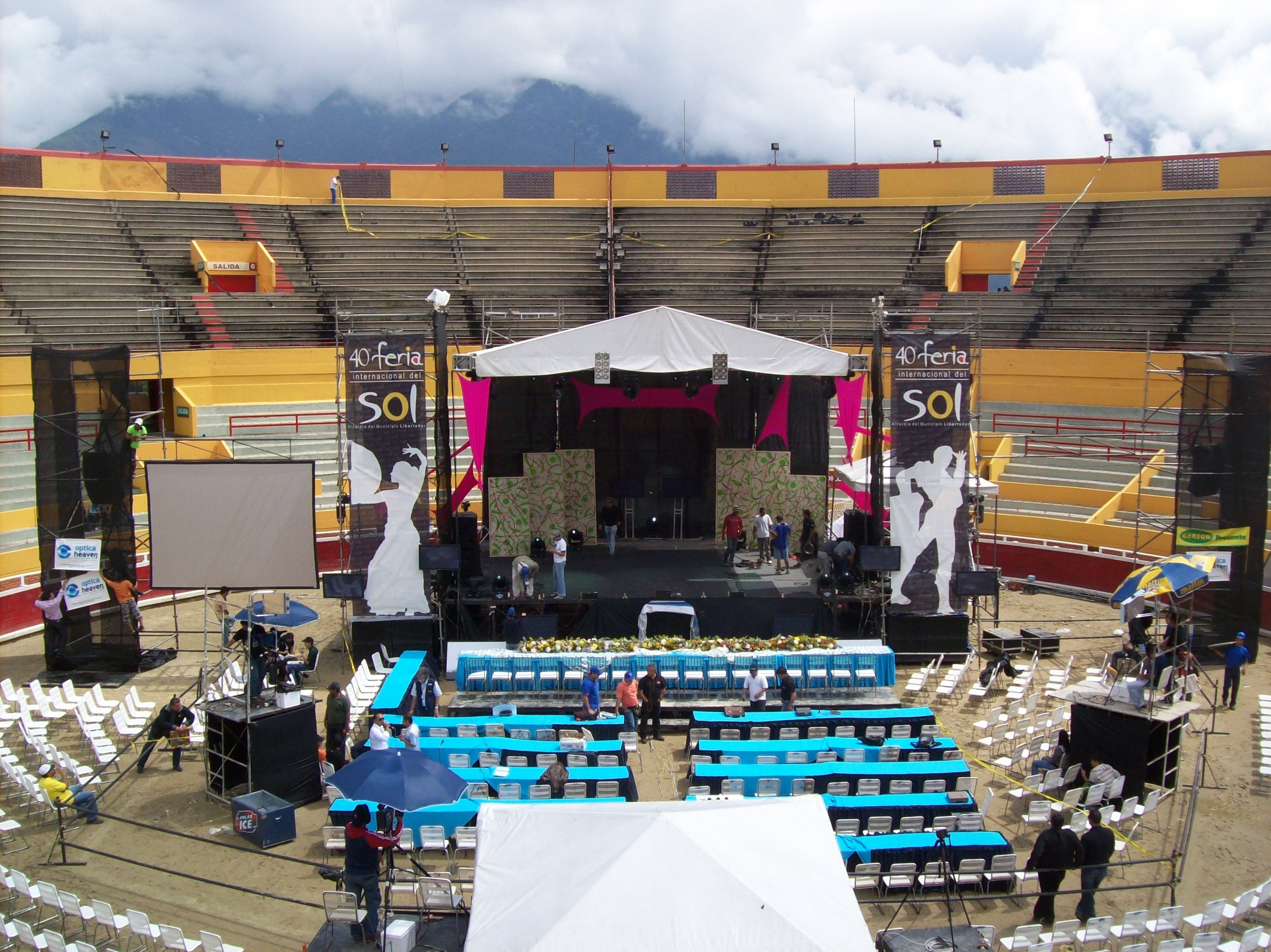
سيركو مومنترال ميريدا, مركز مسابقة ملكة الشمس (Reina del Sol)

فيريا ديل سول أو معرض الشمس، أو المعروف أيضا، كرنفال تورينو دي أمريكا أي كرنفال مصارعة الثيران الأمريكية، هو مهرجان ثقافي عالمي يعقد في مدينة ميريدا شباط / فبراير من كل عام. مهرجان فيريا، يعقد جنبا إلى جنب مع عيد الكرنفال. ويشمل المهرجان مصارعة الثيران، المعارض الثقافية، والتجارية والحفلات الموسيقية، العروض، الرياضة، والمنافسة فب التصويت لملكة الشمس.

## تاريخ

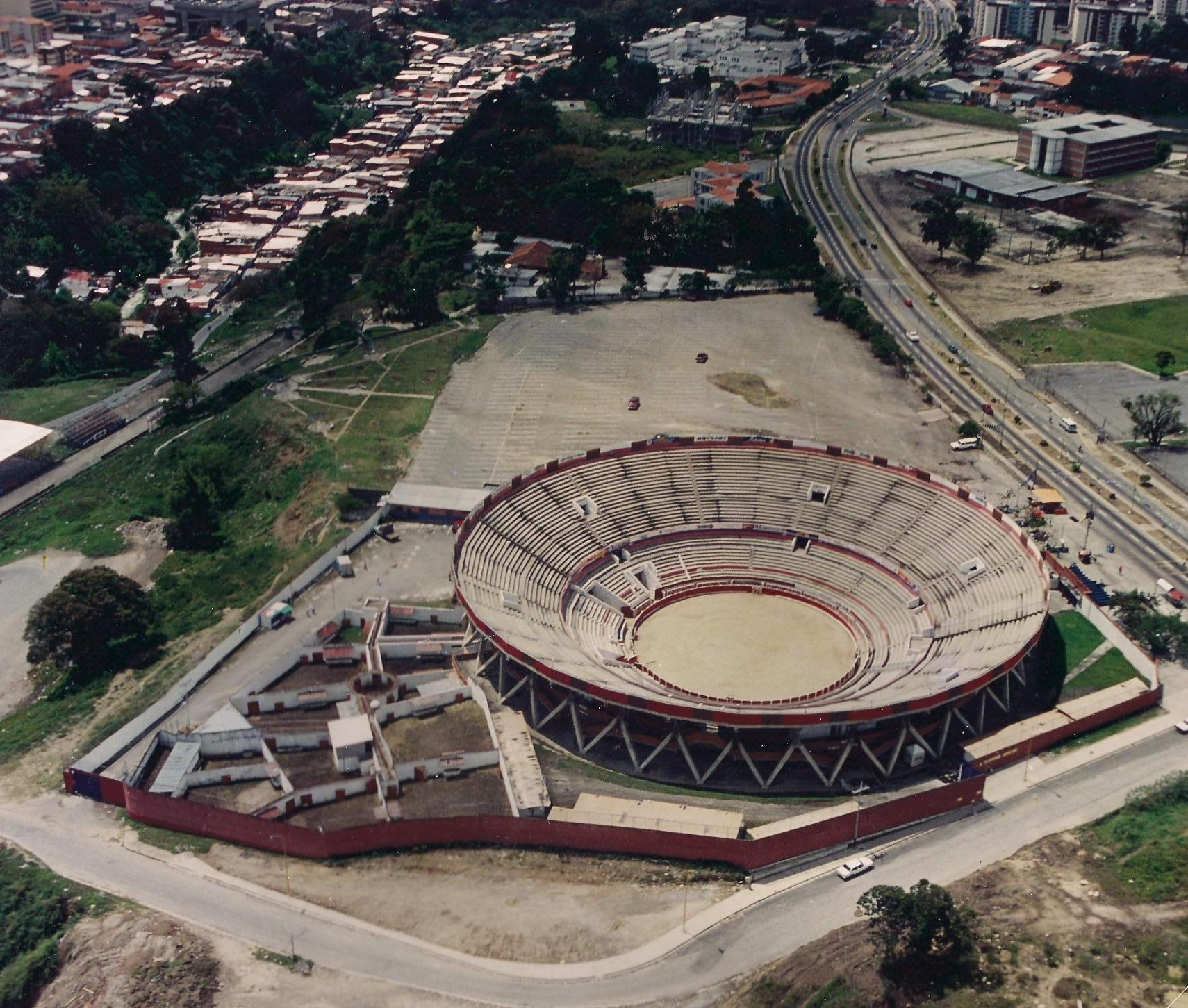
بانوراما حلبة مصارعة الثيران.

في مدينة ميريدا؛ تمثل الاحتفالات أهمية في فنزويلا، لكن في مدينة الفارس، والتي لم تحتفل بمعارض مماثلة لمدن سان كريستوبال، باركيسيميتو، ماراكايبو، وتريبا.ولذلك، قامت مجموعة من الهواة وكان فكرة لبناء حلبة مصارعة الثيران، بحيث أضيفت ميريدا إلى تقويم المعارض الهامة للبلد. في بداية لمعارض، والذي أنشئ في الأيام الأولى من شهر ديسمبر، فقد وظيفة احتفال يوم «عيد الحبل بلا دنس»، لذلك الشعب تحديد موعد للمعارض في 9 كانون الأول و 10 ديسمبر. لمصارعة الثيران، سيزار Faraco، مانويل بينيتيز «ايل Cordobés»، فرانسيسكو ريفيرا "Paquirri"، خاضت خوليو أباريسيو، خيرون كورو، كامينو باكو وشنت مصارع ثيران، وخوان كانيدو، وهو من أصل مكسيكي، والثيران من فيليكس رودريغيز " Achury Vejo "و" Ambaló "الذي نشأ في كل بلد كولومبيا.
لتشغيل أول ومنعت الأمطار الغزيرة الافتتاح، والتي اسفرت عن اصابة اثنين ويدير، والذي كان سيعقد في اليوم الثاني: واحدة في ساعات الصباح، والآخر خلال فترة ما بعد الظهر، والذي، للمرة الأولى هذا حدث في مربع نفسه، في اليوم نفسه في فنزويلا. سابقا في كاراكاس، التي احتفلت اثنين من يعمل في نفس اليوم، ولكن في اثنين من الساحات المختلفة، في متروبوليتانو سيركو "" و«نويفو سيركو»، ولكن في الساحة نفسها، وخلال نفس اليوم، والتي أيضا، هذه هي المرة الأولى ان هذا حدث.
في عام 1968، كان عادل لا يحتفل به، ولكن مصارعة الثيران وقعت في 13 أبريل 1968 في صدفة من السبت المقدس. وخاض إغلاق هائلة من "Dosgutiérrez" وتصرفت ألفريدو ليال، وخيرون كورو كاسيريس بيبي. وقررت الاحتفال معارض حتى التي تزامنت مع كرنفالات تحت اسم فيريا ديل سول، ومثل هذا كما في عام 1969 احتفلت بأول مع عادل تشغيل ثلاثة من الثيران أيام 15 و 16 و 17 شباط / فبراير من العام ثم قال. ملصق تتألف وكان أول من الثيران من "Valparaíso" لألفريدو ليال، ودانيال "Matatoba" سانتياغو، مانويل بينيتيز «ايل Cordobés» والفنزويلي لوسيو ريكينا. وكان الأذن الأول من المعرض ليال ألفريدو.
ي النهاية، حولت المعرض إلى واحد من المعارض الهامة أكثر من فنزويلا، وأيضا، فإن العالم توراين. وفيما يتعلق العادلة لل«التي» نظيف جدا، وقد احتفل في هذه السنوات، 1990، 1991، و 1997 ولكن مع قبول القليل جدا.

## وصلات خارجية
- الموقع الرسمي للفيريا ديل سول نسخة محفوظة 7 أبريل 2010 على موقع واي باك مشين.